# IBU Cup 2020/2021
·IBU Cup 2020/2021 byl 13. ročníkem  druhého nejvyššího okruh závodů v biatlonu pořádaným Mezinárodní biatlonovou unií (IBU). Odstartoval 11. ledna 2021 v německém Grosser Arberu a skončil14. března 2021 v rakouském Obertilliachu. Hlavní událostí tohoto ročníku bylo mistrovství Evropy konané ve polských Dušníkách v lednu 2021.
Celkovými vítězi hodnocen se stali v mužské části Nor Filip Fjeld Andersen a Němka Vanessa Voigtová mezi ženami.

## Program
Program byl výrazně omezen a ovlivněn pokračující světovou pandemií covidu-19.
| Místo konání   | Datum konání       | Sprint | Stíhací závod | Zkrácený vytrvalostní závod | Vytrvalostní závod | Štafeta | Smíšená štafeta | Smíšený závod dvojic |
| -------------- | ------------------ | ------ | ------------- | --------------------------- | ------------------ | ------- | --------------- | -------------------- |
| Velký Javor    | 11.–17. ledna 2021 | ● ●    |               |                             |                    | ●       |                 |                      |
| Velký Javor    | 18.–23. ledna 2021 | ●      |               | ●                           |                    |         | ●               | ●                    |
| Dušníky – ME   | 24.–31. ledna 2021 | ●      | ●             |                             | ●                  |         | ●               | ●                    |
| Brezno-Osrblie | 11.–14. února 2021 | ●      | ●             |                             |                    |         |                 |                      |
| Brezno-Osrblie | 15.–21. února 2021 | ●      | ●             | ●                           |                    | ●       |                 |                      |
| Obertilliach   | 8.–14. března 2021 | ● ●    |               |                             | ●                  |         | ●               | ●                    |

## Pódiové umístění

### Muži
| Č.  | Datum           | Místo          | Disciplína                  | Délka   | Vítěz                     | Druhé místo               | Třetí místo                    | Vedoucí IC (po závodě) |
| --- | --------------- | -------------- | --------------------------- | ------- | ------------------------- | ------------------------- | ------------------------------ | ---------------------- |
| 1.  | 14. ledna 2021  | Velký Javor    | sprint                      | 10 km   | Aleksander Fjeld Andersen | Filip Andersen            | Sivert Guttorm Bakken          | A. F. Andersen         |
| 2.  | 16. ledna 2021  | Velký Javor    | sprint                      | 10 km   | Filip Andersen            | Philipp Nawrath           | Sivert Guttorm Bakken          | F. F. Andersen         |
| 3.  | 20. ledna 2021  | Velký Javor    | zkrácený vytrvalostní závod | 15 km   | Endre Strømsheim          | Philipp Nawrath           | Aleksander Fjeld Andersen      | F. F. Andersen         |
| 4.  | 22. ledna 2021  | Velký Javor    | sprint                      | 10 km   | Filip Fjeld Andersen      | Sivert Guttorm Bakken     | Philipp Nawrath                | F. F. Andersen         |
| 5.  | 27. ledna 2021  | Dušníky (ME)   | vytrvalostní závod          | 20 km   | Andrejs Rastorgujevs      | Erlend Bjøntegaard        | Endre Strømsheim               | F. F. Andersen         |
| 6.  | 29. ledna 2021  | Dušníky (ME)   | sprint                      | 10 km   | Martin Jäger              | Said Karimulla Chalili    | Johannes Kühn                  | F. F. Andersen         |
| 7.  | 30. ledna 2021  | Dušníky (ME)   | stíhací závod               | 12,5 km | Artem Pryma               | Michal Krčmář             | Haavard Gutuboe Bogetveit}     | F. F. Andersen         |
| 8.  | 13. února 2021  | Brezno-Osrblie | sprint                      | 10 km   | Håvard Gutubø Bogetveit   | Justus Strelow            | Erlend Bjøntegaard             | F. F. Andersen         |
| 9.  | 14. února 2021  | Brezno-Osrblie | stíhací závod               | 12,5 km | Philipp Nawrath           | Justus Strelow            | Sivert Guttorm Bakken          | F. F. Andersen         |
| 10. | 17. února 2021  | Brezno-Osrblie | zkrácený vytrvalostní závod | 15 km   | Nikita Poršněv            | Justus Strelow            | Endre Strømsheim               | F. F. Andersen         |
| 11. | 20. února 2021  | Brezno-Osrblie | sprint                      | 10 km   | Philipp Nawrath           | David Zobel               | Ruslan Tkalenko Philipp Horn   | Nawrath                |
| 12. | 21. února 2021  | Brezno-Osrblie | stíhací závod               | 12,5 km | Endre Strømsheim          | Sivert Guttorm Bakken     | Aleksander Fjeld Andersen      | Bakken                 |
| 13. | 10. března 2021 | Obertilliach   | zkrácený vytrvalostní závod | 15 km   | Hugo Rivail               | Daniele Cappellari        | Heikki Laitinen Justus Strelow | F. F. Andersen         |
| 14. | 13. března 2021 | Obertilliach   | sprint                      | 10 km   | Philipp Nawrath           | Aleksander Fjeld Andersen | Hugo Rivail                    | Nawrath                |
| 15. | 14. března 2021 | Obertilliach   | sprint                      | 10 km   | Filip Fjeld Andersen      | Sivert Guttorm Bakken     | Aleksander Fjeld Andersen      | F. F. Andersen         |

### Ženy
| Č.  | Datum           | Místo          | Disciplína                  | Délka   | Vítězka                                    | Druhé místo                 | Třetí místo              | Vedoucí IC (po závodě) |
| --- | --------------- | -------------- | --------------------------- | ------- | ------------------------------------------ | --------------------------- | ------------------------ | ---------------------- |
| 1.  | 14. ledna 2021  | Velký Javor    | sprint                      | 7,5 km  | Taťána Akimovová                           | Valeriia Vasnětcovová       | Anastasija Ševčenková    | Akimovová              |
| 2.  | 16. ledna 2021  | Velký Javor    | sprint                      | 7,5 km  | Taťána Akimovová                           | Anastasija Ševčenková       | Camille Benedová         | Akimovová              |
| 3.  | 20. ledna 2021  | Velký Javor    | zkrácený vytrvalostní závod | 12,5 km | Tamara Steinerová                          | Anna Weidelová              | Jekatěrina Bekhová       | Akimovová              |
| 4.  | 22. ledna 2021  | Velký Javor    | sprint                      | 7,5 km  | Anastasija Ševčenková                      | Åsne Skredeová              | Lou Jeanmonnotová        | Ševčenková             |
| 5.  | 27. ledna 2021  | Dušníky (ME)   | vytrvalostní závod          | 15 km   | Monika Hojniszová                          | Anastasija Merkušinová      | Larisa Kuklinová         | Ševčenková             |
| 6.  | 29. ledna 2021  | Dušníky (ME)   | sprint                      | 7,5 km  | Baiba Bendiková                            | Karoline Erdalová           | Anastasija Ševčenková    | Ševčenková             |
| 7.  | 30. ledna 2021  | Dušníky (ME)   | stíhací závod               | 10 km   | Kamila Żuková                              | Karoline Erdalová           | Åsne Skredeová           | Ševčenková             |
| 8.  | 13. února 2021  | Brezno-Osrblie | sprint                      | 7,5 km  | Vanessa Voigtová                           | Jekatěrina Noskovová        | Anna Weidelová           | Ševčenková             |
| 9.  | 14. února 2021  | Brezno-Osrblie | stíhací závod               | 10 km   | Vanessa Voigtová                           | Anastasija Goreevová        | Anastasija Egorovová     | Ševčenková             |
| 10. | 17. února 2021  | Brezno-Osrblie | zkrácený vytrvalostní závod | 12,5 km | Vanessa Voigtová                           | Hanna Kebingerová           | Madeleine Phaneufová     | Voigtová               |
| 11. | 20. února 2021  | Brezno-Osrblie | sprint                      | 7,5 km  | Anastasija Egorovová                       | Marthe Kråkstad Johansenová | Karoline Erdalová        | Voigtová               |
| 12. | 21. února 2021  | Brezno-Osrblie | stíhací závod               | 10 km   | Anna Weidelová                             | Anna Kryvonosová            | Ragnhild Femsteineviková | Voigtová               |
| 13. | 10. března 2021 | Obertilliach   | zkrácený vytrvalostní závod | 12,5 km | Vanessa Voigtová                           | Anastasijia Egorovová       | Sophie Chauveauová       | Voigtová               |
| 14. | 13. března 2021 | Obertilliach   | sprint                      | 7,5 km  | Emilie Kalkenbergová Anastasijia Egorovová | neuděleno                   | Rebecca Passlerová       | Voigtová               |
| 15. | 14. března 2021 | Obertilliach   | sprint                      | 7,5 km  | Anastasijia Goreevová                      | Anastasijia Egorovová       | Caroline Colombová       | Voigtová               |

### Mužská štafeta (4x7.5km)
| Č. | Datum          | Místo          | Vítězové                                                                  | Druhé místo                                                           | Třetí místo                                                                                  | Vedoucí disciplíny (po závodě) |
| -- | -------------- | -------------- | ------------------------------------------------------------------------- | --------------------------------------------------------------------- | -------------------------------------------------------------------------------------------- | ------------------------------ |
| 1. | 17. ledna 2021 | Velký Javor    | Německo Justus Strelow Dominic Schmuck Danilo Riethmüller Philipp Nawrath | Ukrajina Ruslan Bryhadyr Andriy Dotsenko Taras Lesiuk Bogdan Cymbal   | Francie Oscar Lombardot Sébastien Mahon Éric Perrot Hugo Rivail                              | Německo                        |
| 2. | 18. února 2021 | Brezno‑Osrblie | Německo Justus Strelow Lucas Fratzscher Philipp Horn Philipp Nawrath      | Rusko Kirill Streltsov Vasilii Tomshin Nikita Porshnev Semen Suchilov | Norsko Aleksander Fjeld Andersen Erlend Bjøntegaard Håvard Gutubø Bogetveit Endre Strømsheim | Německo                        |

### Ženská štafeta (4x6km)
| Č. | Datum          | Místo          | Vítězky                                                                                   | Druhé místo                                                                           | Třetí místo                                                                                | Vedoucí disciplíny (po závodě) |
| -- | -------------- | -------------- | ----------------------------------------------------------------------------------------- | ------------------------------------------------------------------------------------- | ------------------------------------------------------------------------------------------ | ------------------------------ |
| 1. | 17. ledna 2021 | Velký Javor    | Rusko Valerija Vasněcvová Anastasijia Goreevová Anastasija Ševčenková Taťána Akimovová    | Švédsko Ingela Anderssonová Tilda Johanssonová Anna Magnussonová Elisabeth Högbergová | Německo Franziska Hildebrandová Stefanie Schererová Vanessa Voigtová Marion Deigenteschová | Rusko                          |
| 2. | 18. února 2021 | Brezno‑Osrblie | Rusko Natalia Gerbulovová Jekatěrina Noskovová Valerija Vasněcovová Anastasijia Egorovová | Švédsko Elisabeth Högbergová Stina Nilssonová Ingela Anderssonová Anna Hedströmová    | Německo Anna Weidelvá Juliana Frühwirtová Hanna Kebingerová Marion Deigenteschová          | Rusko                          |

### Smíšené závody
| Č. | Datum           | Místo        | Disciplína           | Vítězové                                                                                    | Druhé místo                                                                           | Třetí místo                                                                               | Vedoucí disciplíny (po závodě) |
| -- | --------------- | ------------ | -------------------- | ------------------------------------------------------------------------------------------- | ------------------------------------------------------------------------------------- | ----------------------------------------------------------------------------------------- | ------------------------------ |
| 1. | 23. ledna 2021  | Velký Javor  | smíšený závod dvojic | Norsko Endre Strømsheim Karoline Erdalová                                                   | Itálie Daniele Cappellari Rebecca Passlerová                                          | Německo Lucas Fratzscher Stefanie Schererová                                              | Norsko                         |
| 2. | 23. ledna 2021  | Velký Javor  | smíšená štafeta      | Rusko Said Karimulla Chalili Daniil Serokhvostov Anastasija Goreevová Valerijia Vasněcovová | Francie Oscar Lombardot Sébastien Mahon Sophie Chauveauová Camille Benedová           | Norsko Aleksander Fjeld Andersen Filip Fjeld Andersen Åsne Skredeová Emilie Kalkenbergová | Norsko                         |
| 3. | 31. ledna 2021  | Dušníky (ME) | smíšený závod dvojic | Německo Stefanie Schererová Justus Strelow                                                  | Francie \|Caroline Colombová Émilien Claude                                           | Rusko Larisa Kuklinová Jevgenij Garaničev                                                 | Německo                        |
| 4. | 31. ledna 2021  | Dušníky (ME) | smíšená štafeta      | Norsko Emilie Kalkenberg Åsne Skredeová Erlend Bjøntegaard Sivert Guttorm Bakken            | Německo Vanessa Voigtová Marion Deigenteschová Dominic Schmuck Philipp Nawrath        | Ukrajina Iryna Petrenková Vita Semerenková Bogdan Cymbal Artem Pryma                      | Norsko                         |
| 5. | 14. března 2021 | Obertilliach | smíšená štafeta      | Německo Marion Deigenteschová Hanna Kebingerová Dominic Schmuck Lucas Fratzscher            | Norsko Emilie Kalkenbergová Åsne Skredeová Filip Fjeld Andersen Sivert Guttorm Bakken | Česko Anna Tkadlecová Tereza Voborníková Milan Žemlička Adam Václavík                     | Německo Norsko                 |
| 6. | 14. března 2021 | Obertilliach | smíšený závod dvojic | Norsko Karoline Erdalová Aleksander Fjeld Andersen                                          | Rusko Anastasija Egorovová Vasilii Tomshin                                            | Francie Paula Botetová Sébastien Mahon                                                    | Norsko                         |